# テープカット

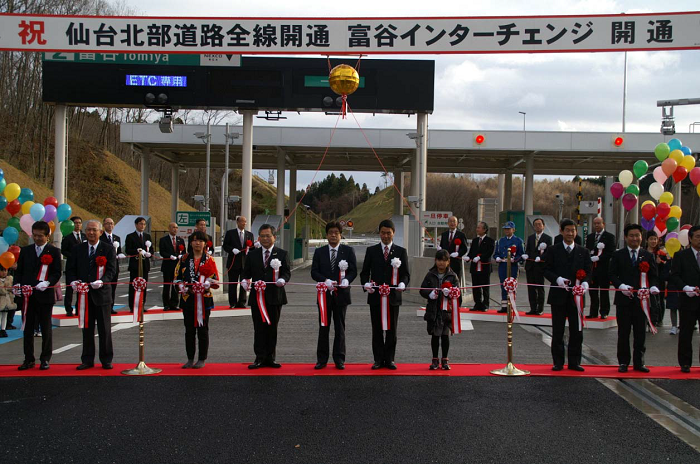
仙台北部道路全線開通式でのテープカット(2013年)

テープカットとは、新たな路線が開通したり施設が開館する直前に時間を設け、重役や来賓らが張られたテープを切る趣旨のイベント。和製英語であり、英語ではribbon-cutting ceremony。「テープカットする」はcut the ribbonと表現する。
鉄道においてのテープカットは新たな路線の開通、駅の開設、新型車両の導入などの様々な場面で、最初の営業が行われる直前に会社の重役が参加して行っている。

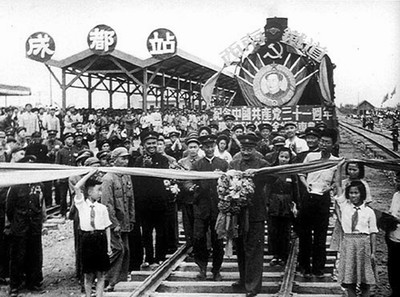
成都駅での一番列車テープカット